# Корнійчук Василь Дем'янович
Василь Дем'янович Корнійчу́к (27 січня 1901, Рибниця —  29 травня 1981, Одеса) — український радянський вчений в області агрохімії і ампелопедології. Доктор сільськогосподарських наук з 1968 року.

## Біографія
Народився 14 (27) січня 1901 року в місті Рибниці (Молдова). 1926 року закінчив Одеський сільськогосподарський інститут. Працював в Корсуні, з 1927 року — на Вознесенській сільськогосподарській дослідній станції, з 1929 року — завідувач відділу агрохімії Молдавської дослідної станції; з 1931 по 1974 рік — науковий співробітник, завідувач відділом агрохімії Українського науково-дослідного інституту виноградарства і виноробства імені В. Є. Таїрова. Член ВКП(б) з 1948 року.
Помер в Одесі 29 травня 1981 року.

## Наукова діяльність
Проводив ґрунтово-агрохімічні дослідження, запропонував ряд практичних рекомендацій щодо розвитку виноградарства України: предпосадкова підготовка ґрунту, живлення виноградної рослини, система добрив на виноградниках для різних ґрунтово-кліматичних зон республіки, освоєння і окультурення малопродуктивних земель під виноградники та інше. Автор понад 50 наукових робіт. Серед них:
- Почвенный покров виноградников на нижнеднепровских песках и обоснование к их удобрению. — Харьков, 1935;
- Повышение плодородия почвы виноградников в Закарпатье. — Виноделие и виноградарство СССР, 1951, № 6;
- Удобрение виноградников на Украине. — Одесса,1955 (у співавторстві);
- Брикетированные удобрения для виноградников // Виноградарство и виноделие СССР. 1963. № 6;
- Удобрение виноградников. — 2-е изд. — Москва, 1975 (у співавторстві з Е. К. Плакінда).